# Dicranomyia marina
Dicranomyia marina là một loài ruồi trong họ Limoniidae. Chúng phân bố ở miền Australasia.